# 欧拉盘

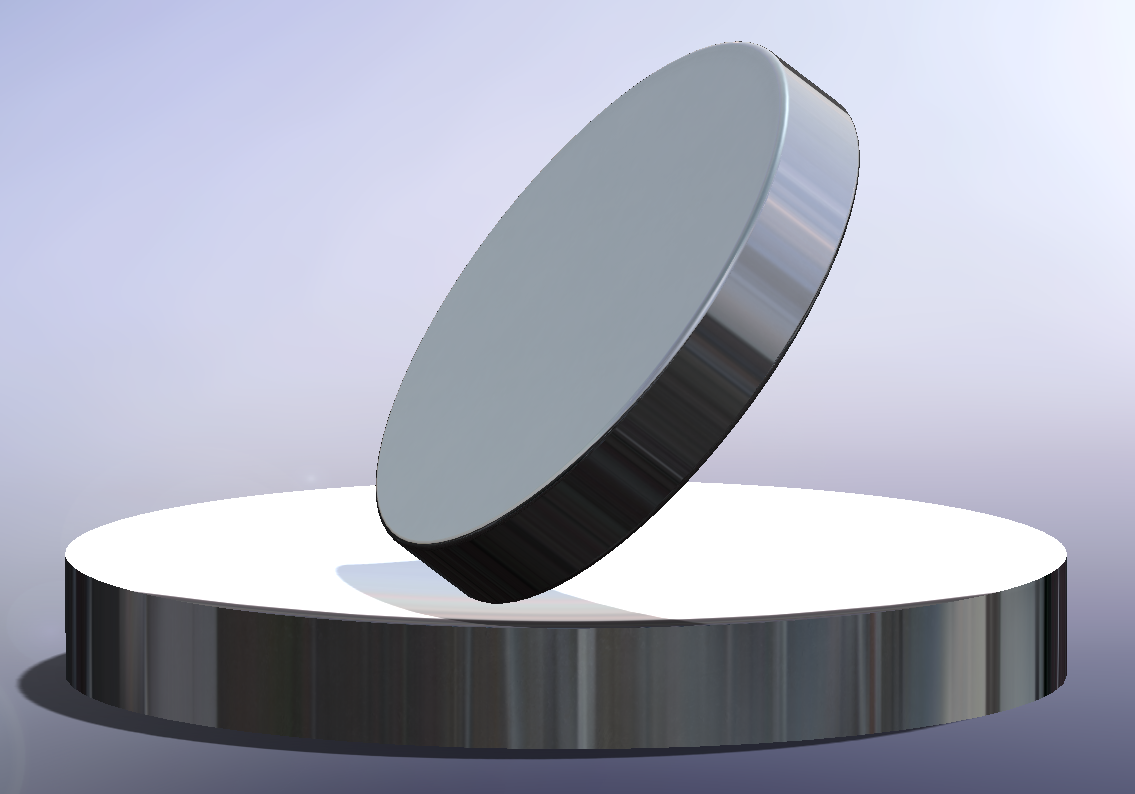
欧拉盘在微凹基座上的计算机渲染图

欧拉盘（英語：Euler's disk）是一个展示圆盘在平面上旋转的动力学系统的科学教育玩具。大数学家欧拉曾经研究过该动力学系统，因而得名。后来一些科学家也曾发表论文探讨其机理。
现在市场上出售的欧拉盘一般包括一个面朝上的凹面镜和一个金属盘。金属盘上可能覆盖有一个或多个磁性贴纸。金属盘可以在镜子上旋转很长一段时间不停止。这不但归功于欧拉盘被精确打磨，还具有一个最佳化的纵横比。它的圆形边缘可以将旋转时间最大化。生活中，硬币或任何圆盘物体在类似桌子的平面上旋转的运动，和欧拉盘的运动本质上相同。

## 物理
一个旋转的圆盘最终都将停止旋转，圆盘停止前发出声音的频率会骤然增加。当圆盘旋转时，滚动接触点P描述了一个以恒定角速度ω振荡的源泉。如果该运动是理想状态下的（即没有能量损失），ω将不变并且运动将会永远持续下去。生活中，不存在一直旋转的物体——因为角速度ω不是恒定的。
在2000年4月20日的自然杂志上发表的论文认为，盘和桌子之间的稀薄空气层足以用来解释可观察到的圆盘陡然静止过程，这种运动被归结成有限时间的特殊性（finite-time singularity）。
Moffatt指出，当时间{\displaystyle t}接近时间{\displaystyle t_{0}}（在数学领域中，{\displaystyle t_{0}}被称为积分常数）时，粘滞扩散趋于无穷。这个极端情况意味着现实中它将无法实现，因为实际操作中，由于重力的存在，垂直加速度不能超过总加速度。